# جون إم. ماكنزي
جون إم. ماكنزي (بالإنجليزية: John M. MacKenzie)‏ هو مؤرخ بريطاني، ولد في 2 أكتوبر 1943.